# Simão de Burley
Simão de Burley (c. 1336-1388) teve funções de Lord Warden of the Cinque Ports e de condestável do castelo de Dover entre 1384 e 1388. Foi igualmente cavaleiro da Ordem da Jarreteira.
Simão de Burley foi um dos homens mais influentes na corte do rei Ricardo II de Inglaterra. Se bem que tenha origens modestas, tornou-se amigo do Príncipe Negro. Foi assim que Simão seria mais tarde escolhido para educar o filho do rei, o futuro Ricardo II. Em 1377 Ricardo II confirma uma pensão de 100£ oferecida a Burley, primeiro por João Chandos, e depois por Eduardo III, com a guarda do castelo de Carmathen. Nesse mesmo ano Burley torna-se o conetável em vida do castelo de Windsor.
No ano seguinte o rei oferece a Burley a casa de Chiltenham em Gloucester. Em 1382 fica encarregado de vigiar as terras a sul do País de Gales em poder do rei até à maioridade do herdeiro Edmundo Mortimer. Em 1384 o rei torna-o condestável do castelo de Dover e recebe 300£ por ano pelas diferenças funções exercidas.
Em 1388 Simão de Burley, juntamente com outros favoritos do rei, é condenado por traição pela Câmara dos comuns e é executado após a sessão do Parlamento inglês de 1388.